# Syrrhopodon kiiense
Syrrhopodon kiiense là một loài rêu trong họ Calymperaceae. Loài này được Z. Iwats. mô tả khoa học đầu tiên năm 1959.